# Koalitionsvertrag der 19. Wahlperiode des Bundestages
Der Koalitionsvertrag der 19. Legislaturperiode des Deutschen Bundestages zwischen der CDU, der CSU und der SPD, der nach der Bundestagswahl 2017 ausgehandelt und am 7. Februar 2018 geschlossen wurde, trägt den Titel „Ein neuer Aufbruch für Europa – Eine neue Dynamik für Deutschland – Ein neuer Zusammenhalt für unser Land“.
Am 8. Februar 2018 stimmten der CSU-Vorstand und die Mitglieder der CSU-Landesgruppe sowie der CSU-Fraktion im Bayerischen Landtag einstimmig für den Koalitionsvertrag. Die CDU stimmte dem Vertrag am 26. Februar auf einem Parteitag zu. In der SPD stimmte die gesamte Parteibasis in einem Mitgliederentscheid über den Koalitionsvertrag ab; das Ergebnis des Entscheids wurde am 4. März bekanntgegeben. 66,02 Prozent der Abstimmenden hatten für ein Bündnis mit der Union votiert. Besonders innerhalb der SPD war der Koalitionsvertrag stark umstritten, aber auch in der CDU gab es, nach starken Zugeständnissen bei der Ministeriumsverteilung, mehr Kritiker als beim Koalitionsvertrag von 2013.

## Geschichte
Bei der vorangegangenen Bundestagswahl wurde mit 246 Sitzen (200 CDU, 46 CSU) im nun 709 Sitze großen Bundestag die Union die stärkste Fraktion. Eine Mehrheit unter Ausschluss der Union wäre nur durch Koalitionen zu bilden gewesen, die Parteien vor der Wahl ausgeschlossen hatten. Der damalige SPD-Vorsitzende Martin Schulz kündigte noch am Wahlabend an, die SPD werde in die Opposition gehen.
Die einzige Koalitionsoption, die zuvor nicht ausgeschlossen wurde, war somit eine Jamaika-Koalition aus den vier Parteien CDU, CSU, FDP und Bündnis 90/Die Grünen.
Nach vierwöchigen Sondierungsgesprächen zur Bildung einer Jamaika-Koalition erklärte der FDP-Vorsitzende Christian Lindner am 19. November 2017 die Verhandlungen für gescheitert.
Bundespräsident Frank-Walter Steinmeier kündigte daraufhin intensive Gespräche mit den Parteispitzen an und erinnerte die gewählten Bundestagsabgeordneten nachdrücklich an die Verpflichtung zum Gemeinwohl und zur Regierungsbildung, bevor er zur Wahl des Bundeskanzlers nach Art. 63 Abs. 1 GG einen Vorschlag machen werde.
Auch eine Kenia-Koalition aus CDU, CSU, SPD und Bündnis 90/Die Grünen war zwischenzeitlich im Gespräch, Angela Merkel und die Führungsspitze der SPD bevorzugten seit November 2017 alternativ eine Große Koalition (GroKo) mit einem erneuerten Koalitionsvertrag wie in der vorherigen Legislaturperiode als Königsweg, nicht aber die Jusos sowie Teile der SPD-Basis. Immer wieder hatten sich nicht nur Mitglieder für Opposition statt einer erneuten Regierungsbeteiligung ausgesprochen.
Am 12. Januar schlossen Union und SPD ihre Sondierungsgespräche ab und legten ein 28-seitiges Papier vor. Am 21. Januar stimmten auf einem Sonderparteitag der SPD in Bonn 56,4 Prozent der Delegierten für die Aufnahme von Koalitionsverhandlungen mit den Unionsparteien. Die Befürworter kamen überwiegend aus der Parteispitze, unter den Gegnern waren der Juso-Vorsitzende Kevin Kühnert und die Bundestagsabgeordnete Hilde Mattheis, Vorsitzende des Forums Demokratische Linke 21. Nach Abschluss der Verhandlungen Anfang Februar wurde über das Verhandlungsergebnis wie 2013 mit einem rechtlich für die Bundestagsabgeordneten nicht verbindlichen SPD-Mitgliedervotum entschieden.
Am 7. Februar 2018 einigten sich Union und SPD auf einen Koalitionsvertrag. Mit einem Ergebnis von 66,02 % stimmten die SPD-Mitglieder für den Koalitionsvertrag. Am 12. März 2018 wurde der Koalitionsvertrag in Berlin im Paul-Löbe-Haus des Bundestags von den drei Parteichefs, den drei Fraktionsvorsitzenden und den drei Generalsekretären vor den versammelten Fraktionen dieser Parteien feierlich unterzeichnet.

## Kerninhalte

### Arbeit
- Mit einer Milliarde Euro zusätzlich sollen 150.000 Langzeitarbeitslose wieder in den Arbeitsmarkt integriert werden.[13]
- Die Beiträge für die Arbeitslosenversicherung sollen um 0,3 Prozentpunkte sinken.[13]
- Bei Unternehmen mit mehr als 45 Mitarbeitern soll ein Recht auf befristete Teilzeit eingeführt werden.[13]
- Im Öffentlichen Dienst soll für mehr Gleichberechtigung zwischen Mann und Frau eine Quote eingeführt werden. Bis 2025 sollen alle Leitungsposten zu gleichen Teilen mit Männern und Frauen besetzt sein.[13]

### Bildung
- Die Schulen in Deutschland sollen mit einer Investitionsoffensive gestärkt werden.[13]
- Mit einem nationalen Bildungsrat sollen die Bildungschancen im gemeinsamen Schulterschluss von Bund und Ländern verbessert werden.[13]

### Europa
- Die Europäische Union soll finanziell gestärkt werden, damit sie ihre Aufgaben besser wahrnehmen kann. Dafür soll bei der Erstellung des nächsten mehrjährigen Finanzrahmens Sorge getragen werden.[13]

### Familie
- Das Kindergeld soll in zwei Schritten um 25 Euro pro Monat steigen. (10 Euro mehr ab 1. Juli 2019 und 15 Euro mehr ab Anfang 2021)[13]

### Gesundheit
- Die gesetzliche Krankenversicherung soll wieder zu gleichen Teilen von Arbeitnehmern und Arbeitgebern finanziert werden.[13]
- Die von den Beschäftigten allein zu zahlenden Zusatzbeiträge sollen abgeschafft werden.[13]

### Landwirtschaft
- Der Einsatz des Unkrautvernichtungsmittels Glyphosat in der Landwirtschaft soll drastisch reduziert werden. Ziel ist es, die Verwendung von Glyphosat grundsätzlich zu beenden.[13]

### Rente
- Bei der Rente soll das Niveau bis 2025 auf 48 Prozent festgeschrieben werden.[13]

- Für Versicherte mit 35 Beitragsjahren soll es eine Grundrente 10 % über der Grundsicherung geben, allerdings nur nach einer Bedürftigkeitsprüfung entsprechend der Grundsicherung. (Abschnitt VII.1)

### Umwelt
- Bis Ende 2018 soll ein Zeitplan für den Kohleausstieg festgelegt werden. Eine Kommission für Wachstum, Strukturwandel und Beschäftigung soll dies vorbereiten und damit sicherstellen.[13]
- Die Lücke zum Klimaziel für 2020 soll so weit wie möglich geschlossen werden.[13]

### Zuwanderung
- Die Zuwanderung von Flüchtlingen soll die Zahl von 180.000 bis 220.000 Menschen pro Jahr nicht überschreiten.[13]
- Der Familiennachzug für Flüchtlinge mit eingeschränktem Schutzstatus soll weiter ausgesetzt bleiben, bis eine Neuregelung gefunden ist, und dann auf 1000 Menschen pro Monat begrenzt werden.[13]
- Asylverfahren sollen künftig in zentralen Aufnahme-, Entscheidungs- und Rückführungseinrichtungen durchgeführt werden.[13]

### Waffenembargo über den Jemenkrieg
Die Koalitionsparteien sprechen sich eindeutig gegen Waffenexporte an Kriegsparteien des Jemenkriegs aus: „Wir werden ab sofort keine Ausfuhren an Länder genehmigen, solange diese unmittelbar am Jemen-Krieg beteiligt sind.“
Im September 2018 brach die Bundesregierung jedoch ihr eigenes Waffenembargo und genehmigte eine umfangreiche Liste von Rüstungsimporten an die Kriegsparteien Saudi-Arabien und Vereinigte Arabische Emirate.

### Sonstiges
- Der Solidaritätszuschlag soll schrittweise um 10 Milliarden Euro bis zum Jahr 2021 gesenkt werden.[13]
- Das Kunstwerk „Einheitswippe“ soll gebaut werden.[20]
- Staatsgelder sollen bereitgestellt werden für die Renovierung der Dormitio-Abtei in Jerusalem.[21]
- Staatsgelder sollen bereitgestellt werden für die Ausstellung des Flugzeuges „Landshut“.[21]
- Einrichtung des Postens des Beauftragten der Bundesregierung für jüdisches Leben in Deutschland und den Kampf gegen Antisemitismus
- Mit den Ländern soll ein „Pakt für den Rechtsstaat“ vereinbart werden.

## SPD-Mitgliedervotum
Stimmberechtigt waren alle 463.723 Menschen, die (unabhängig von ihrem Alter und ihrer Staatsangehörigkeit) am 6. Februar 2018 um 18 Uhr als SPD-Mitglied gemeldet waren.
Jedes SPD-Mitglied erhielt bis zum 20. Februar 2018 per Post die Abstimmungsunterlagen. Entsprechend § 14 Absatz 3 des SPD-Organisationsstatuts konnte mit „Ja“ oder „Nein“ gestimmt werden. Es wurden nur Briefe bei der späteren Auszählung berücksichtigt, die bis zum 2. März in der SPD-Parteizentrale eingegangen waren. Für Auslands-Mitglieder wurde eine Online-Abstimmung eingerichtet. Die SPD gab im Vornherein bekannt, das Ergebnis als bindend zu betrachten, wenn sich mindestens 20 Prozent der Mitglieder beteiligen. In den ersten drei Tagen gingen bereits die Stimmen von 20 Prozent der Mitglieder ein.
Kritisiert wurde, dass bei den vom Parteivorstand durchgeführten Regionalkonferenzen sowie in einer Sonderausgabe des Vorwärts zur Mitgliederbefragung den Argumenten gegen eine große Koalition und deren Vertretern erheblich weniger Raum eingeräumt wurde.
Zusammen mit den Wahlunterlagen wurde den Mitgliedern ein dreiseitiger Empfehlungsbrief für die Zustimmung zur großen Koalition übersandt, in dem das Verhandlungsteam für eine Zustimmung warb.
Die Vertreter der Gegner einer großen Koalition bekamen keine Möglichkeit, ihre Argumente den Mitgliedern in diesem Schreiben vorzustellen. Wie auch schon beim Mitgliedervotum 2013 gab es eine Debatte um die Verfassungsmäßigkeit eines solchen Votums. Das Bundesverfassungsgericht nahm mehrere Verfassungsbeschwerden nicht zur Entscheidung an.

## Koalitionsausschuss
Dem Koalitionsausschuss gehören bei dieser neuerlichen großen Koalition folgende Mitglieder an: 
- als Bundeskanzlerin und als Vizekanzler
  - Angela Merkel (CDU), auch als Parteivorsitzende der CDU bis Dezember 2018
  - Olaf Scholz (SPD)
- die Parteivorsitzenden
  - Annegret Kramp-Karrenbauer (CDU), Dezember 2018 bis Januar 2021; ab Juli 2019 auch als Bundesministerin der Verteidigung[33]
  - Armin Laschet (CDU), seit Januar 2021
  - Andrea Nahles (SPD), auch als Fraktionsvorsitzende der SPD, bis Juni 2019[34]
  - Malu Dreyer (SPD), Juni 2019 bis Dezember 2019 (kommissarisch)[35]
  - Thorsten Schäfer-Gümbel (SPD), Juni 2019 bis Oktober 2019 (kommissarisch)[36][37]
  - Manuela Schwesig (SPD), Juni 2019 bis September 2019 (kommissarisch)[38][39]
  - Saskia Esken (SPD), seit Dezember 2019
  - Norbert Walter-Borjans (SPD), seit Dezember 2019
  - Horst Seehofer (CSU), Bundesinnenminister, bis Januar 2019
  - Markus Söder (CSU), seit Januar 2019
- die „Fraktionsspitzen“
  - Volker Kauder (CDU), bis September 2018
  - Ralph Brinkhaus (CDU), seit September 2018
  - Alexander Dobrindt (CSU)
  - Rolf Mützenich (SPD), seit Juni 2019 (zunächst bis September 2019 nur kommissarisch)[34][40]

## Bewertung der Arbeitsfähigkeit der Koalition
Eine im August 2019 veröffentlichte Untersuchung des Wissenschaftszentrums Berlin für Sozialforschung bescheinigte der Großen Koalition ein hohes Arbeitstempo. In den ersten 15 Monaten (März 2018 – Juni 2019) der bis zur nächsten Bundestagswahl veranschlagten Zusammenarbeit setzte sie quantitativ bereits über 60 Prozent von insgesamt 296 eindeutig und nachprüfbar formulierten Koalitionsversprechen aus dem Koalitionsvertrag um, oder hatte mit der Umsetzung begonnen. Nach Ansicht der Autoren der Untersuchung bildete dies einen Gegensatz zum schlechten Ruf der Großen Koalition in der Bevölkerung, die überwiegend nicht mehr daran glaubt, dass Parteien und Regierungen ihre Versprechen halten.

### Bestandsaufnahme der Bundesregierung zur Halbzeitbilanz
Im November 2019 gab die Bundesregierung eine Bestandsaufnahme bzw. Halbzeitbilanz heraus. Bundeskanzlerin Angela Merkel bescheinigte der Koalition „arbeitsfähig und arbeitswillig“ zu sein, da von den ca. 300 geplanten Maßnahmen zwei Drittel vollendet seien oder sich in Vollendung befinden.

#### Kritiken zur Halbzeitbilanz (November 2019)
- Albrecht von Lucke urteilte, die Qualität der Arbeit sei unterschiedlich. Sie habe „in den sozialen Fragen, Mindestlohn und vielen anderen Bereichen einiges geleistet“, in der Klimapolitik bis dato aber „völlig versagt“.[47]

- Die Oppositionspartei FDP bemängelte mangelnde Initiativen im Bildungssystem, der Digitalisierung und in der Wirtschaftspolitik.[47]

- Wolfgang Schroeder (Politikforscher und SPD-Mitglied) urteilte, die Zusammenarbeit der Großen Koalition sei durch innerparteiliche Machtfragen (bspw. Wahl zum SPD-Vorsitz) sowie die divergierenden Vorstellungen über die Grundrente belastet. Er würdigte, dass die Koalition 60 % der geplanten Vorhaben schon vor der Halbzeit umgesetzt hatte.[43]